# Haughton Castle
Haughton Castle är ett slott i Storbritannien.   Det ligger i grevskapet och kommunen Northumberland i riksdelen England, i den centrala delen av landet, 400 km norr om huvudstaden London. Haughton Castle ligger 81 meter över havet.
Terrängen runt Haughton Castle är platt åt nordväst, men åt sydost är den kuperad. Haughton Castle ligger nere i en dal. Runt Haughton Castle är det ganska glesbefolkat, med 26 invånare per kvadratkilometer. Närmaste större samhälle är Hexham, 9,1 km söder om Haughton Castle. Trakten runt Haughton Castle består i huvudsak av gräsmarker.